# بیگ رد مشین (گروه)
بیگ رد مشین (انگلیسی: Big Red Machine) یک گروه موسیقی ایندی فولک آمریکایی است که به‌طور همکاری‌هایی میان موسیقی‌دان‌ها آرون دسنر و جاستین ورنن تشکیل شد.

## ترانه‌شناسی
- بیگ رد مشین (۲۰۱۸)
- فکر می‌کنی چقدر طول می‌کشد؟ (۲۰۲۱)